# 砂眼衣原體
砂眼衣原體（Chlamydia trachomatis，披衣菌）是一種絕對寄生病原體，在構造上介於細菌和病毒之間。以往被認為是一種病毒，但因其同時含有DNA和RNA、並有和革蘭氏陰性細菌相似的細胞壁、在宿主細胞內以等分裂方式繁殖、且對多種抗生藥物有感受性，此些物質都是細菌典型的特徵，故現已將其歸類為革蘭氏陰性微生物（用革蘭氏染色法不能將其細胞壁染成紫色），可導致砂眼，還會引致人類泌尿生殖系統的感染，女性的生殖系統比男性更容易受到感染。它的大小只有普通細菌的十分之一，特徵跟病毒類似，可通過細菌過濾器，以及不能獨立完成生物的代謝活動，不能用普通的瓊脂培養皿培養。因此曾有一些科學家將砂眼衣原體定義為病毒。
1955年，中國科學家湯飛凡分離出獨立的砂眼衣原體。
根据宿主种类及所致疾病的不同，沙眼衣原体分为三个生物变种：沙眼生物变种，淋巴肉芽肿（LGV）生物变种和鼠肺炎生物变种。每个生物变种又分为若干个血清型。沙眼衣原体的分型主要是基于一种称为主要外膜蛋白（MOMP）的细胞表面蛋白，或编码这种抗原的ompA基因。

## 治療方法
一般用抗生素如阿奇黴素、四环素、紅霉素、强力霉素，或磺胺等药物消滅病原體。

### 引用
1. ↑  J.P. Euzéby. . List of Prokaryotic names with Standing in Nomenclature.   [2008-09-11]. （原始内容存档于2008-03-23）.
2. ↑  科学网. . 2012-03-19  [2012-03-19]. （原始内容存档于2016-03-04）.
3. ↑  .   [2011-09-03]. （原始内容存档于2011-09-02）.

### 书籍
- 田波、趙根楠、程光勝編著. 《科學家談微生物學》. 萬里機構. 2004年3月:  第157頁. ISBN 962-14-2685-5.